# A pénzcsináló (film, 1964)
A Pénzcsináló 1964-ben bemutatott fekete-fehér, magyar filmvígjáték, amit Bán Frigyes rendezett, Tolnai Lajos novellájából.

## Cselekmény
A századforduló idején járunk. Bányai Péter szegényes könyvelő, aki egy nap segít kislányának a házi feladatban, azaz rajzol neki egy 5 forintost. Ám anyósa véletlenül a rajzolt pénzt viszi el bevásárláshoz. Mivel senki sem veszi észre a hamis pénzt, éppen ezért Péter anyósa unszolására elkezd pénzt hamisítani. Ezzel sikerül kihúznia családját a bajból, sőt bekerülnek a gazdagok társaságába. Azonban a rendőrség is tudomást szerez a dologról, ezért megbízzák a kissé ügyefogyott Mikola nyomozót, hogy kapja el a bűnöst.

## Szereplők
- Pécsi Sándor – Bányai Péter
- Egri István – Mikola Menyhért, nyomozó
- Gobbi Hilda – özvegy Hagymássy Rudolfné, az anyós
- Békés Itala – Lina, Bányai felesége
- Ungváry László – Gróf Kerényi Kázmér
- Greguss Zoltán – Králics László, főkapitány
- Brachfeld Siegfried – Báró Riedl, államtitkár
- Kemény László – Nemere de Genere
- Márkus László – Nemere Ubul
- Esztergályos Cecília – Bányai Sárika
- Deák Sándor – főpolgármester
- Bán Frigyes – Ferencz József
- Temessy Hédi – Kerényiné
- Nagy István – Simon Márk, fűszeres
- Bánhidi László – sintér
- Tompa Sándor – Müller, vasgyáros
- Saródi Judit – Bányai Zsófika
- Raksányi Gellért – rikkancs
- Pethes Sándor – Horoghy Dániel
- Farkas Antal – Bodnár Gazsi
- Horváth József – gyóntató pap
- Vándor József – Haverka, házmester
- Ferencz László – ügyvéd
- Pádua Ildikó – vendéglősné
- Somogyvári Pál, Szigeti Géza – fogalmazók
- Romhányi Rudolf – ügyvéd úr
- Horkai János – börtönigazgató
- Verebély Iván – főhadnagy
- Misoga László – inas
- Kern András – Vasadi Gábor, Ubul barátja
- Sinkovits Imre – narrátor

További szereplők: Andai Béla, Bakai Lajos, Bősze György, Csonka Endre, Gozmány György, Herrer Péter, Jurik Ica, Kollár Béla, Kéri Edit, Lóth Ila, Madaras Vilma, Márky Géza, Rákosi Mária, Simor András, Szirmai Jenő, Victor Gedeon, Zoltai Miklós

## Érdekesség
Az Egri István által alakított Mikola nyomozó feltűnik az Én, Strasznov Ignác, a szélhámos című sorozatban is, de ott már Márkus László alakítja.

## Szállóigévé vált mondat
Bányai Péter (a gyóntató papnak): Tudom atyám nagy bűnt követtem el. Hallgattam a sátán szavára, aki anyós formájában megkörnyékezett.

## Televíziós megjelenés
- M1, M2, Duna TV, Filmmúzeum, Humor 1, M3, Magyar Mozi TV